# اندری لیوبسکا
اندری لیوبسکا (اوکراینی: Андрій Любка؛ زادهٔ ۳ دسامبر ۱۹۸۷) prose writer، شاعر، جستار، ترجمه اهل اتحاد جماهیر شوروی سوسیالیستی است.